# 포유류의 진화
포유류의 진화(영어: evolution of mammals)는 포유류의 진화에 관해 서술하는 문서이다. 포유류는 고생대의 단궁류에서 분화한 것인데, 그 후 각 방면으로 환경에 적응하여 번성하였다. 마이오세(中新世)와 플리오세에 이미 여러 가지 형태의 것이 번성했다. 신생대는 기후나 지표의 변화가 컸기 때문에, 상온동물이고 작고 민첩한 포유류 쪽이 생존하기 쉬웠다. 그러나 플라이스토세(홍적세, 洪積世))에 이르러 빙하가 4번이나 지표를 덮쳤기 때문에 양극에 가까운 지방의 대부분의 동물은 추위와 식량 및 주거의 결핍으로 사라졌고, 가까스로 생존한 일부와 적도 가까이에서 서식한 동물이 살아남았다. 따라서 원시적인 동물로 알려져 있는 단공류(單孔類)와 유대류(有袋類), 그리고 인류에 가까운 진원류(眞猿類) 등은 현재도 추운 지방에는 서식하지 않는다. 
포유류의 몸은 일반적으로 털로 덮여 있는데, 이 털은 비늘이 변형된 것으로 한 개의 비늘이 수십 또는 수백 개의 털로 변화한 것이다. 현재의 포유류 중에도 아르마딜로(Armadillo)나 천산갑처럼 아직 원시적인 비늘을 지니고 있는 것도 있다. 또 피부 표면에 땀샘이 있어 효율적인 체온조절이 가능하고 심장은 조류와 마찬가지로 2심방, 2심실이며 상온이다. 단공류를 제외하고 조류와 다른 것은 난생이 아니라는 것과 총배설강을 가지고 있지 않은 점이다. 조류는 시각이 발달하고 색채 감각이 있는 데 반해 포유류는 인류와 진원류를 제외하고는 시각보다도 후각이 발달했고, 낮에 활동하는 것도 있으나 야간활동을 하는 것이 많다. 
파충류에 비하면 포유류는 뇌가 훨씬 크고, 그 구조도 발달해 있다. 또 턱뼈가 하나로 되어 있고 그 위에 나 있는 이빨의 수가 줄었으며, 각각 특징을 갖춘 몇 종의 이빨로 구별할 수 있다. 원시적인 포유류는 한쪽에 앞니 3개, 송곳니 1개, 앞어금니 4개, 큰어금니 3개로, 아래위를 합쳐 44개의 이를 가지고 있는데, 입이 짧아지면 그 중의 몇 개가 퇴화하게 된다. 파충류의 이빨은 모두 비슷하지만 송곳니만이 커진 것도 있다. 또, 포유류의 사지는 길어서 이동력이 강하다. 
석탄기 말기와 페름기 초기에 걸쳐 반룡이라는 등에 거대한 "돛"을 지닌 단궁강의 동물이 있었다. 형태로 보아 파충류가 틀림없어 한때는 '포유류형 파충류'로 여겨졌지만, 두개골은 포유류와 흡사하여 포유류와 관련이 있는 것으로 여겨지기 시작했다. 또, 남아프리카의 페름기와 트라이아스기에 수형류(獸形類)라는 육식성 동물이 있었는데, 이것은 두개골의 뼈가 작아서 포유류의 두개골과 비슷하고 이빨까지 분화된 것도 있다. 따라서 이들 단궁류의 일부에서 포유류가 분화된 것으로 추정하고 있다. 현재의 포유류는 단공류·유대류·유태반류로 분류된다.

## 단공류
현존하는 포유류 중 가장 원시적인 것이 단공류(單孔類)이며, 모두 오스트레일리아의 열대권에서만 서식하고 있다. 몸은 대개 털과 가시로 덮여 있는데, 그 중 오리너구리 같은 것은 주둥이가 각질이어서 오리와 비슷하다. 같은 단공류에는 가시두더지가 있다. 이들 동물은 땅 속에 구멍을 파고 들어가 사는데 모두가 난생이고 새끼를 기른다. 

## 유대류
현생의 포유류 중 유대류(有袋類)와 유태반류는 태생인데, 유대류는 새끼를 빨리 낳아 어미의 보육낭 속에서 자라며, 어미의 젖을 먹으면서 일정한 크기로 자랄 때까지 밖으로 나와 생활하지 않는다. 유대류의 화석은 유럽과 북아메리카의 중생대 지층에서도 나타났지만 현존하고 있는 것은 남아메리카와 오스트레일리아뿐이다. 현재 북아메리카에 사는 종류(버지니아주머니쥐 등)가 있으나 이것은 남아메리카에서 건너 온 것이다. 유대류는 형태와 생태가 다양하여, 유태반류의 설치류(齧齒類)·식충류(食蟲類)·빈치류(貧齒類)·식육류(食肉類) 등과 비슷한 것이 있다. 

## 유태반류
유태반류(有胎盤類)는 새끼가 어미의 태반 안에서 오랫동안 자라는 것으로 가장 오래된 화석은 식충류이다. 백악기부터 서식했는데 뒤쥐와 같이 작았으며 나무 위에서 생활했다. 그 후 여러 가지 형태의 유태반류가 출현했는데, 현존하는 것 중에서 개미핥기·나무늘보·아르마딜로를 포함한 남아메리카의 빈치류와 아시아의 천산갑, 아프리카의 땅돼지 등 원시적인 형태를 지닌 종류는 모두 열대나 아열대에 서식하고 있다. 이들의 화석은 신생대의 것이 주로 발견되고 있다. 유태반류는 진화하면서 점차 몸짐이 커졌고, 식성도 양분되어 식물을 먹는 것, 동물의 고기를 먹이로 먹는 것이 생겨났다. 식물을 먹는 이른바 초식수류(草食獸)에는 장비류(長鼻類)·유제류(有蹄類)와 같이 몸집이 크고 무리를 지어 생활하는 것이 출현했고 육식동물로는 표범·호랑이·여우 등과 같이 무리를 짓지 않고 생활하는 것이 많다. 이리도 육식을 주로 하지만, 겨울철에 먹이가 적을 때는 무리를 지어 대형의 유제류 등을 습격하는 것도 있다. 잡식성 동물로는 곰 등이 있다. 

## 초원에서의 포유류 증가
포유류는 중생대 말기에 등장했는데, 이 시대에는 현재의 캥거루와 같은 유대류가 모두 나무 위에서 생활하고 있었다. 백악기 말이 되면서 이들이 출현하게 되었고, 이 시대에 식충류도 출현하여 모두 수상생활을 하고 있었다. 그러다가 초원이 퍼져감에 따라 평지에서 사는 포유류가 증가했다.

## 같이 보기
- 포유류
- 진화